# DirectML
DirectML（Direct Machine Learning）は、マイクロソフトが提供している、Microsoft Windows上でGPUもしくはNPUを用いてニューラルネットワーク（ディープラーニング）を実行するためのC++の低レベルAPI。Windows 10 バージョン 1903以降に標準搭載されている。
学習結果の推論だけでなく、学習の用途にも利用可能である。ネイティブWindowsだけでなく、Windows上のWindows Subsystem for Linuxからも利用可能である。

## 対応ハードウェア
GPUの場合は、2015年に発表されたMicrosoft DirectX 12に対応している必要がある。事実上、現在使われているほとんどのGPUが対応している。
- AMD GCN 第1世代 (Radeon HD 7000 シリーズ) 以降 （2012年）
- Intel Haswell (第4世代Intel Core) HD Integrated Graphics 以降 （2013年）
- NVIDIA Kepler マイクロアーキテクチャ (GeForce 600 シリーズ) 以降 （2012年）
- Qualcomm Adreno 600 以降

NPUは以下のものが対応している。
- Intel[4]
- Qualcomm Snapdragon[5]
- 2025年3月1日現在、AMDのNPUはまだ対応していない。

## 対応ライブラリ
直接DirectMLを呼び出すことも可能であるが、以下のライブラリが対応している。
- ONNX Runtime[6]
- PyTorch。torch-directmlパッケージをインストールする。[7]
- Web Neural Network APIを実装したWindows上のウェブブラウザ。これ自体もONNX Runtime Webから利用可能。[8]

以下のものは開発が止まっている。
- TensorFlow。tensorflow-directml-pluginもしくはtensorflow-directmlパッケージをインストールする。[9][10][11]